# 邦钦
邦钦（藏語：སྤང་ཆེན།）位于中华人民共和国西藏自治区山南市错那市境内的一个地片，是中华人民共和国民政部第三批增补藏南地区公开使用地名中的一个。该地位于中国与印度领土争议地区，娘江曲河畔，实际为中印边境实际控制线以南印度阿鲁纳恰尔邦达旺县吉米塘乡（英語：Zemithang）。